# Mojeños
Los mojeños o mojos son una etnia del noreste de Bolivia. Actualmente los mojeños habitan en el departamento de Beni, principalmente en los alrededores de Trinidad y San Ignacio de Moxos, en el Territorio Multiétnico del Bosque de Chimanes y en la zona del parque nacional Isiboro Sécure. Su idioma pertenece a la familia lingüística arawak.
La población que se autorreconoció como mojeña en el censo boliviano de 2001 fue de 46 336 personas. Este número disminuyó a 42 093 en el censo de 2012. A ellos deben agregarse los que se autorreconocieron ignacianos (1007), javerianos (40),
loretanos (93) y trinitarios (7073).

## Historia
Pobladores anteriores de la región, que antes de la independencia de Bolivia eran un solo territorio denominado Mojos, fueron los aborígenes itonama, cayuvava, canichana, tacana y movima; posteriormente llegaron los moxos o moxeños, de la etnia arawak que desarrollaron una cultura más compleja entre la Amazonia y los llanos centrales.
Por razones desconocidas, entre el año 1500 y el 800 a. C., grupos agrícolas de origen arahuaco provenientes de tierras bajas (Surinam) abandonaron su hábitat y migraron hacia el oeste y el sur portando una tradición cerámica incisa. Los Mojos que hicieron parte de esta corriente de población, construyeron canales de riego y terrazas de cultivo, así como sitios rituales.
Miles de años antes de Cristo los arawak se dirigieron también hacia el norte y fueron poblando las islas del mar Caribe pasando de isla en isla. El final de esta lenta expansión fue su llegada a la isla de Cuba y a La Española.
Piezas de alfarería encontradas en el área rural del departamento de Santa Cruz y aún dentro del actual recinto de la ciudad de Santa Cruz de la Sierra, revelan que la comarca sirvió de morada a pueblos arawak que poseían una cultura cerámica, que se conoce como chané.
Las culturas prehispánicas de los Llanos de Moxos que se caracterizaron por sus obras de ingeniería hidráulica, construidas los antepasados de los actuales pueblos mojeño y baure, que llegaron a la región como parte de la gran corriente migratoria arawak. En el siglo XIII se edificaron en esta región numerosas plataformas con formas geométricas regulares tales como rectángulos intercalados, rombos, hexágonos y círculos, también figuras antropomorfas y zoomorfas gigantescas por lo que los investigadores las consideran geoglifos dotados de función simbólica. Se han identificado unas 150 de estas construcciones.
En la región de Casarabe, un equipo de investigadores dirigido por el Instituto Arqueológico Alemán ha descubierto entre la densa vegetación de la Amazonía boliviana restos arqueológicos de urbanismo prehispánico. A partir del método aerotransportado LIDAR se obtuvo un mapa en 3D del terreno que reveló la presencia de dos sitios notablemente grandes de 147 y 315 hectáreas dentro de un denso sistema de asentamiento de cuatro niveles, que van desde caseríos hasta los grandes centros. Todos los asentamientos están en un paisaje diseñado por humanos con un sistema masivo de control de agua para maximizar los excedentes de alimentos. Su arquitectura incluye plataformas escalonadas, sobre la que se hallan estructuras en forma de 'U', montículos de plataformas rectangulares y pirámides cónicas que alcanzan los 22 metros de altura.
Cronistas como Diego Felipe de Alcaya, cuentan de un pueblo viviente entre los últimos contrafuertes de la cordillera andina y el curso medio del río Guapay. En la gran planicie y a lo largo y ancho de las riberas estaban establecidas y confederadas las comunidades bajo el mando superior de un caudillo, a quien Alcaya designa con el título de rey, este llevaba el nombre dinástico de Grigotá, tenía una cómoda vivienda y vestía una especie de camisa de vivos colores. Subordinados a él, disponiendo de centenares de guerreros estaban los caciques a quienes se los nombra como Goligoli, Tundi y Vitupué.
Sin embargo, Grigotá y su pueblo fueron interrumpidos por pueblos agresivos y guerreros, los guaraníes, que llegaron desde el este y el sudeste y lograron reducir a condición de esclavos a los chanés. Todos los antecedentes indican que la irrupción guaranítica ocurrió cien o más años antes de la conquista española.
Cuando Colón llegó al Caribe (1492), los arawak estaban siendo invadidos por los caribes o canibas (guaraníes, llamados chiriguanos por los incas) o guarayos en tierras del oriente boliviano, una etnia muy belicosa que –siguiendo el mismo camino que ellos– habían partido de Sudamérica, habían ido tomando una por una todas las Pequeñas Antillas y estaban comenzando a realizar ataques sobre la zona oriental de la isla Española (hoy Punta Cana); y finalmente sometieron a los chané. Ocuparon toda la extensa zona de cordillera y los llanos.
La relación social entre los guaraníes y los chané fue la de patrón-esclavo, vencedor-prisionero. La tasa numérica entre guaraníes y chanés era de 1 a 10. Se sigue sin comprender –aún subrayando el carácter pacífico de los chanés– cómo pudieron ser reducidos a una situación tan brutal de esclavitud, según apuntan todos los autores. Varios hechos justifican esta afirmación. Por ejemplo, el uso de su lengua de manera secreta y el que en muchas ocasiones acudieran a la ayuda española, soportando mal la presencia guaraní; a una acción de conquista, es decir, práctica de matanza de los hombres, ritual de la antropofagia y acaparamiento de mujeres y niños.
Sin embargo, en opinión de investigadores, la relación guaraní-chané, patrón-esclavo; llegó a complementarse como una sociedad interesante en la que los primeros cumplían la función de guerra y los segundos, la económica.
Al iniciarse la conquista española, los guaraníes ocupaban las tierras orientales y sostenían duras luchas contra los incas del oeste, para impedirles el paso desde el fuerte.
Los guaraníes del Paraguay, atraídos por las noticias que tenían de los indígenas del Chaco de una región rica en metales, en casas de piedra y en ornamentos de todo género, con un lago inmenso (el Titicaca), y habitada por una población numerosa, cruzaron el Chaco y se dirigieron hasta los contrafuertes andinos, donde se establecieron y comenzaron a guerrear en contra de los pobladores del altiplano andino. Enrique de Gandía deja establecido que no puede hacer conjeturas respecto al año en que la migración guaranítica pudo realizarse hacia el oriente boliviano.
Escribe el historiador Enrique Finot que «establecer límites de territorio fue la lucha permanente y sostenida por los originarios del altiplano y el Oriente antes de la irrupción de los españoles y posteriormente, convertidos en soldados de la conquista, fundada Santa Cruz de la Sierra y trasladada».
Esta provincia era llamada el ante muro de los Andes, porque desde Santa Cruz. No se olvide que la conquista de los pueblos de América era disputada por Portugal y España. Así se impedía el ingreso de los aguerridos bandeirantes del Brasil hacia el virreinato. Proteger las conquistas españolas era el objetivo de fundar una provincia en medio de la selva.
Los chiriguanos y canichanas y otras familias igualmente belicosas perseguían con sus flechas mortalmente emponzoñadas a los españoles de Domingo Martínez de Irala, de Nuflo de Chaves, de Andrés Manso, de Juan Pérez de Zurita, de Lorenzo Suárez de Figueroa (las cinco figuras más ilustres de esta larga contienda) porque ocupasen su territorio sagrado. Toda esa tierra existía para esos pueblos originarios; y los blancos traían la conciencia de conquistar a «impuros», «paganos» y «subhumanos». Renegaban por querer coexistir en la tierra de ellos.
Análogo sentir habían evidenciado en el siglo anterior a la conquista española, los chiriguanaes, al atacar desde sus cordilleras, a las tropas del inca enviadas con fines de persuasión y dominio. Su protesta contra el invasor, sobre todo contra el introductor de dioses, usos y gustos diferentes de los suyos, y por tanto, enemigo en todo lo íntimo, era una defensa de lo secular y una vehemente rebeldía contra la imposición de cambios radicales en el ritmo de su diaria existencia.
Los chiriguanaes preferían morir a entregarse y no sólo aceptaron las guerras que fueron hacia ellos, triunfando a la larga en mérito a su conocimiento de las sendas serranas y a su astucia y valor, sino que no perdían oportunidad de tender emboscadas a los expedicionarios y atacar a los pueblos en toda coyuntura favorable para destruirlos, junto con todos sus habitantes, como lo lograron con Santo Domingo de la Nueva Rioja y la Barranca.
Como señala Enrique Finot, los chiriguanos, los chanés, los chiquitos, los guarayos, los ambayas, y los mojos reñían entre sí permanentemente con afanes de predominio sobre aguas y pastos. Antes de llegar los españoles a estas tierras, estos pueblos guerreaban entre ellos.